# Société générale des travaux du Maroc
La Société Générale des Travaux du Maroc (ou SGTM), créée en 1971 par les frères Ahmed et M'hamed Kabbaj, est une entreprise spécialisée dans le bâtiment et les travaux publics. En 2017, elle réalise 4 milliards de dirhams de chiffre d'affaires.
Ayant soulevé des défis emblématiques, SGTM a travaillé sur de grands chantiers d'envergure nationale et réalisé d'immenses ouvrages à haut niveau de complexité technique. L'entreprise a également étendu et diversifié ses compétences avec une dynamique permanente s'appuyant sur des ressources humaines, soit plus de 9000 salariés, et un parc de plus de 1400 engins.
L'essor constant de l’entreprise SGTM est d'abord dû à l'adhésion de ses collaborateurs au projet d'entreprise et à leur engagement. La société a pu, avec eux, s'inscrire dans une démarche de certification ISO 9001 / version 2000, pour anticiper les attentes et donner aux marchés les réponses d'un leader. 
L’entreprise SGTM progresse en harmonie avec l'ensemble du Royaume du Maroc : elle bénéficie du développement national et y apporte sa contribution en retour. Ce cercle crée de la valeur pour tous, et construit avec tous, le Maroc de demain. 

## Réalisations

### Au Maroc
- Maroc Telecom Tour (Rabat)
- Pont My El Hassan (Rabat)[2]
- Tunnel des Oudayas (Rabat)
- Morocco Mall (Casablanca)[3]
- technopark (Casablanca)
- samanah country club (Marrakech)
- riad center (Rabat)
- Bibliothèque nationale (Rabat)
- Aéroport Mohammed V (Casablanca)
- Barrage Aït Hammou (Région d'Agadir)
- Barrage Boukerkour (Tamesna)
- Pile et pose de poutre Viaduc Boughani (Région de Meknès)
- Viaduc Wisslane (Région de Meknès)
- Hôpital Cheikh Zayed (Rabat)
- Tour Atlas (Casablanca)
- Aéroport de Oujda (Oujda)
- Pont routier et ferroviaire Tanger med (Tanger)
- Sofitel (Casablanca)
- Terminal à conteneurs port Tanger Med (Tanger)
- Twin Center de Casablanca :     
  - 2 tours jumelles de 28 étages chacune, d'une hauteur de 115,5  et d'une superficie de 93 000 m².
  - Bureaux, restaurants, centres commerciaux (5 étages) et parking souterrain réparti sur trois étages.
- Piste de l'Aéroport Mohammed V (Casablanca)
- Usine OCP à Jorf Lasfar
- Auto Nejma (Casablanca)
- Projet Bab Al Bahr et le nouveau pont sur le bouregreg (Rabat - Salé)
- Hotel La Mamounia (Marrakech)
- Hyatt Regency (Casablanca)
- Doublement de la voie ONCF (Fès-Meknès)
- Barrage de garde sur l'Oued Sebou (Gharb)
- le complexe hydraulique Dchar El Oued Ait Messaoud (Oum-er-Rabia)
- STEP (Afourer)
- Le barrage Hachef (Rif)
- le Grand Stade (Marrakech)
- Le barrage Igouzoulen (Essaouira)
- Surélévation du barrage Sidi Mohamed Ben Abdellah (Rabat)
- Viaduc Oum Rabii (El Jadida-Casablanca)
- Somaca
- Lafarge Maroc
- Samir
- projet les roches de Benslimane

### À l'international
- Aéroport international Al Ain (Émirats arabes unis)
- Barrage de Samendéni (Burkina Faso)
- Barrage LA COMOE (Burkina Faso)
- Pont BOUAFLE (Côte d'Ivoire)

## Principaux travaux en construction au Maroc
- 4Viaducs ferroviaires - Ligne à grande vitesse ONCF[4] :
  - El Hachef (Oued Tahaddart)
  - Sebou
  - Mharhar
  - Loukkous
- Projets OCP dont[5] :
  - Pipeline
  - Laverie d’El Hallassa
- 6 Barrages dont :
  - Tiouine (Ouarzazate)
  - Zerra (Essaouira)
  - My Bouchta (Chaouen)
- Marina (Casablanca)
- Atlantic Free Zone (Kénitra)
- Passage souterrain du boulevard Roudani (Casablanca)
- Maintenance Naval dockyard (Ksar Sghir)
- Nouvelle station touristique de Mehdia[6].

## Normes et certifications
- La SGTM est certifiée ISO 9001 version 2000.